# James Ward-Prowse
James Michael Edward Ward-Prowse (Portsmouth, 1 de novembro de 1994) é um futebolista inglês que atua como meio-campista. Atualmente joga no West Ham.
É considerado um dos melhores cobradores de falta da atualidade.

## Carreira

### Southampton
James Ward-Prowse chegou no Southampton com 8 anos de idade. Ele foi chamado para o time principal em 2011, completando sua estreia no time principal com apenas 16 anos, essa partida foi válida pela Football League Cup de 2011–12 contra o Crystal Palace Football Club. Na sua segunda partida pelo Southampton, Ward-Prowse marcou o primeiro gol na vitória por 2x1 contra o Coventry City Football Club para avançar na FA Cup. Seguindo a promoção do time, Ward-Prowse assinou um contrato com os Saints. Na temporada 2012/13, jogou 65 minutos na derrota por 3-2 contra os campeões da edição, Manchester City.
Obteve elogios quanto ao seu desempenho em várias partidas por seus técnicos e um prêmio de melhor jogador jovem do elenco daquela temporada, vencendo Luke Shaw e Dominic Gape na disputa.
Sob o comando de Mauricio Pochettino na temporada 2013/14, assistiu José Fonte a partir de uma cobrança de falta no 88º minuto da partida contra o Sunderland. Na temporada 2014/15, lesionou seu pé no final de setembro e ficou fora por 10 semanas.
Em janeiro de 2015 assinou um contrato de 5 anos e meio com o clube. Em 11 de abril do mesmo ano marcara um gol de pênalti na vitória contra o Hull City por 2-0. O jogador foi enaltecido por Ronald Koeman na temporada 2015/16 após marcar dois gols na vitória contra o West Browmich Albion.
Ward-Prowse marcou seu primeiro gol na temporada 2016/17 em 25 de setembro na vitória fora de casa contra o West Ham por 3-0 e também contra o Leicester na vitória por 3-0 em casa, encerrando uma sequência desfavorável de quatro derrotas consecutivas.
Fez sua 200ª aparição pelos Saints em 7 de abril de 2018.
Após o rebaixamento do Southampton em maio de 2023, Ward-Prowse afirmou que o padrão do clube havia caído.

### West Ham
No dia 14 de agosto de 2023, foi anunciado pelo West Ham como novo reforço do clube.
Marcou um gol olímpico contra o Wolverhampton na vitória por 2-1, no dia 6 de abril de 2024.

### Nottingham Forest
No dia 30 de agosto de 2024 foi emprestado ao Nottingham Forest, até o final da temporada 2024–25.

## Seleção Inglesa
Ward-Prowse começou sua carreira internacional no time sub-17 inglês, jogou 7 partidas entre 2010 e 2011. Em 2012 foi convocado para o time sub-19, onde jogou quatro partidas. Em 2013 foi chamado para o time sub-20 onde jogou o Campeonato Mundial de Futebol Sub-20 de 2013 na Turquia. Com 18 anos, Ward-Prowse foi convocado para a Seleção sub-21 da Inglaterra.

## Títulos
Seleção Inglesa
- Torneio Internacional de Toulon: 2016 e 2017